# Chronik des Kriegs in Israel und Gaza, April und Mai 2024

Die Chronologie des Krieges in Israel und Gaza, April und Mai 2024 dokumentiert die Entwicklungen seit dem Terrorangriff der Hamas auf Israel vom 1. April bis zum 31. Mai 2024. Für den zeitlichen Ablauf des kompletten israelisch-palästinensischen Konflikts siehe Chronologie des israelisch-palästinensischen Konflikts.

## April 2024

### 1. April
Das israelische Militär zog sich nach einer zweiwöchigen Razzia aus dem Al-Schifa-Krankenhaus in Gaza-Stadt zurück. Alle Hauptgebäude waren bei den Kämpfen schwer beschädigt worden. Ein Arzt berichtete AFP gegenüber, es seien mehr als 20 Leichen geborgen worden. Das israelische Militär meldete, es habe bei der erfolgreichen Aktion „etwa 200 Terroristen eliminiert“ und 900 Verdächtige festgenommen.
Bei einem Luftangriff wurde die Konsularabteilung der iranischen Botschaft in der syrischen Hauptstadt Damaskus zerstört. Nach Angaben der Islamischen Revolutionsgarde (IRGC), die zusammen mit der regulären Armee die Streitkräfte der Islamischen Republik Iran bilden, wurden sieben ihrer Mitglieder getötet. Unter den Toten seien, wie iranische Medien berichteten, auch zwei Generäle der Quds-Einheit – des Arms der Revolutionsgarde für Auslandseinsätze: Mohammad Resa Sahedi und sein Stellvertreter Mohammad Hadi Hadschi. Der Angriff stellt ein Verstoß gegen das Wiener Übereinkommen über diplomatische Beziehungen dar.
Israels Parlament verabschiedete mit einer Mehrheit von 71 zu 10 Stimmen das „Al-Jazeera-Gesetz“. Dieses ermöglicht es, in Israel befindliche Büroräume ausländischer Fernsehsender zu schließen, wenn diese als „nationales Sicherheitsrisiko“ eingestuft werden. Israels Ministerpräsident Netanjahu hatte vor Verabschiedung des Gesetzes im Parlament bereits angekündigt, er werde sich nach dessen Billigung für die Schließung des vom Emirat Katar finanzierten arabischen Nachrichtensenders Al Jazeera einsetzen. Eine Regierungssprecherin des Weißen Hauses und die deutsche Bundesregierung kritisierten das Gesetz.
Bei einem Angriff auf Eilat mit einer Drohne, die aus Osten anflog, wurde laut israelischen Angaben ein Gebäude beschädigt. Die Terrororganisation Islamischer Widerstand im Irak bekannte sich zu dem Anschlag und erklärte, ein „lebenswichtiges Ziel“ in Israel sei „mit geeigneten Waffen“ angegriffen worden. Der Islamische Widerstand im Irak ist eine Dachorganisation mehrerer Milizen, die vom Iran im Kampf gegen Israel unterstützt werden.

### 2. April
Die Hilfsorganisation World Central Kitchen erklärte, sie werde ihre Arbeit in Gaza vorerst einstellen, nachdem sieben ihrer Mitarbeiter bei einem israelischen Luftangriff ums Leben gekommen waren. Die Organisation erklärte, dass das Fahrzeug auf der Rückkehr von einer Hilfslieferung gewesen sei und sie sich mit dem israelischen Militär koordiniert hätte. Die israelische Zeitung Haaretz berichtete, der Luftangriff habe auf dem irrtümlichen Verdacht basiert, es befände sich ein bewaffneter Terrorist in einem der drei Konvoi-Fahrzeuge.
Am gleichen Tag hat Palästina sein Gesuch zur UNO-Vollmitgliedschaft aus dem Jahr 2011 reaktiviert, das damals nicht abschließend behandelt wurde.

### 4. April
Die Israelischen Verteidigungsstreitkräfte (IDF) weiteten die Störung des Globalen Positionsbestimmungssystems (GPS) nach Angaben der israelischen Tageszeitung Haaretz auf die Städte Tel Aviv und Jerusalem aus. Die IDF hatte bereits zu Beginn des laufenden Krieges im Norden und Süden Israels mit der Störung des GPS begonnen, um den möglichen Einsatz satellitengelenkter Waffen gegen Israel zu verhindern. Der Iran behielt sich Vergeltung wegen des Israel zugeschriebenen Angriffs auf die Konsularabteilung seiner Botschaft in der syrischen Hauptstadt Damaskus vor.
US-Präsident Biden betonte in einem Telefongespräch mit Premierminister Netanjahu, dass die Angriffe auf humanitäre Helfer und die allgemeine humanitäre Lage in Gaza inakzeptabel seien. Die weitere Unterstützung Israels durch die USA würde von Israels unmittelbaren Maßnahmen diesbezüglich abhängen. Er forderte Netanjahu auf, seine Unterhändler zu ermächtigen, unverzüglich eine Vereinbarung zur Rückführung der Geiseln zu treffen. In Bezug auf Drohungen von Iran und Iran nahestehenden Milizen versprach Biden Israel seine Unterstützung.

### 5. April
Israel kündigte an, es wolle in den kommenden Tagen den Grenzübergang Erez im Norden des Gazastreifens vorübergehend öffnen, um mehr Hilfslieferungen zu ermöglichen. Auch wurde der Gebrauch des israelischen Hafens Ashdod für Hilfslieferungen genehmigt.
Eine Kommission des israelischen Militärs präsentierte ihre Untersuchungsergebnisse zum Drohnenangriff auf Mitarbeiter von World Central Kitchen vom 2. April. Wegen Verstößen gegen die Einsatzregeln seien mehrere Offiziere sanktioniert worden. World Central Kitchen wies den Bericht als unglaubwürdig zurück und forderte weitere, unabhängige Untersuchungen.
Drei Dutzend Kongressabgeordnete der Demokratischen Partei forderten das Weiße Haus auf, eine Untersuchung des israelischen Luftangriffs auf den Konvoi von World Central Kitchen einzuleiten und Waffenlieferungen an Israel vorerst einzustellen.

### 6. April
Zehntausende Israelis demonstrierten in Tel Aviv und anderen Städten gegen die Regierung unter Benjamin Netanjahu und forderten ernsthaftere Bemühungen, die Freilassung der von der Hamas festgehaltenen Geiseln zu erwirken.

### 7. April
Die israelische Armee meldete, sie habe ihre Truppen aus dem Süden Gazas abgezogen. Die 98. Kommando-Abteilung habe ihren Einsatz in der Stadt Chan Yunis beendet und den Gazastreifen verlassen, „um sich zu erholen und auf weitere Operationen vorzubereiten.“ Israelische Medien werteten den Abzug als Zeichen für das Ende der großen Bodenoffensive, die am 27. Oktober 2023 begonnen worden war.
Iran drohte Israel mit weltweiten Angriffen auf dessen Botschaften zur Vergeltung des Angriffs vom 1. April auf die Konsularabteilung der iranischen Botschaft in Damaskus.

### 8. April
Nicaragua forderte vom Internationalen Gerichtshof (IGH) per Eilentscheid ein Ende der deutschen Waffenlieferungen an Israel. Als zweitgrößter Lieferant werde Deutschland seiner Verpflichtung nicht gerecht, mit aller Macht einen Völkermord in Gaza zu verhindern. Daneben forderte Nicaragua auch die sofortige Wiederaufnahme der Finanzierung durch das Hilfswerk der Vereinten Nationen für Palästina-Flüchtlinge im Nahen Osten (UNRWA).
Der israelische Regierungschef Benjamin Netanjahu kündigte erneut einen Angriff der IDF auf die im äußersten Süden des Gazastreifens gelegenen Stadt Rafah an; er teilte jedoch nicht mit, wann dieser stattfinden wird. Um die in Rafah stationierten bewaffneten Kräfte der Hamas erfolgreich auszuschalten, so Netanjahu, ist die Einnahme der Stadt durch das israelische Militär unabdingbar – ein Datum dafür stehe bereits fest. Israel werde sich dem internationalen Druck, auf die bereits geplante Militäroperation zu verzichten, nicht beugen. Die USA und viele weitere Staaten hatten von Israel mehrfach gefordert, es solle von der Militäroperation absehen, da sie zahllose Tote und Verletzte unter der Zivilbevölkerung der Stadt und den mehr als eine Million Flüchtlingen, die sich dort aufhalten, fordern würde.
Israel warf der palästinensischen Terrororganisation Hamas vor, aus einem als „humanitäre Schutzzone“ definierten Gebiet im Süden Gazas Raketen auf Israel abgefeuert zu haben. Laut IDF zerstörten Kampfjets der Israelischen Luftwaffe in dieser Flüchtlingen als „sichere Zufluchtsstätte“ zugewiesenen Schutzzone gezielt drei Raketenabschussrampen der Hamas.

### 9. April
Die UN berichteten, Israel blockiere insbesondere Lebensmittellieferungen nach Gaza. Bei Lebensmitteltransporten für den Norden des Gazastreifens, in dem 70 Prozent der Einwohner unter einer Hungersnot litten, sei es im März dreimal so oft wie bei anderen Hilfslieferungen vorgekommen, dass Israel die Genehmigung verweigerte.

### 10. April
Der israelische Verteidigungsminister Joav Galant kündigte die Öffnung eines neuen Übergangs im Norden des Gazastreifens als einen von mehreren Schritten an, der die Lieferung von deutlich mehr Hilfsgütern in das umkämpfte Palästinensergebiet erleichtern solle. Zudem sollten Güter auch über den Hafen von Aschdod rascher in den Gazastreifen transportiert und Sicherheitskontrollen erleichtert werden. Durch den neuen Grenzzugang im Norden solle der Druck auf den bestehenden Übergang Kerem Schalom im Süden verringert werden, auch die Hilfslieferungen über Jordanien sollten verstärkt werden, auch in Zusammenarbeit mit der jordanischen Luftwaffe. Die Zusammenarbeit mit internationalen Organisationen solle verbessert werden, um Vorfälle wie den versehentlichen tödlichen Angriff auf Gaza-Helfer künftig zu vermeiden.
Ein an einem israelischen Kontrollpunkt in Gaza wartendes UNICEF-Fahrzeug wurde laut UNICEF-Sprecherin Tess Ingram von drei Schüssen getroffen, die von dem Kontrollpunkt aus in Richtung von Zivilisten gefeuert worden waren. Es wurden keine UNICEF-Mitarbeiter verletzt.
Der israelische Minister Benny Gantz äußerte, die radikal-islamistische Terrororganisation Hamas sei aus militärischer Sicht besiegt. Ihre Kämpfer seien ausgeschaltet oder abgetaucht, ihre Fähigkeiten beschränkt. Israel werde aber „weiter gegen das kämpfen“, was noch von der Hamas übrig sei.
Bei einem israelischen Luftangriff wurden drei Söhne und vier Enkelkinder des Hamas-Führers Ismail Haniyya getötet. Premierminister Netanjahu und Verteidigungsminister Joaw Galant gaben an, sie seien von der Armee nicht im Voraus über den Angriff informiert worden.

### 13. April
Am Abend meldeten sowohl die israelische Armee als auch iranische Staatsmedien, dass im Iran dutzende Drohnen und Raketen in Richtung Israel gestartet seien. Irans Staatsmedien bezeichneten dies als Vergeltungsschlag für den israelischen Luftangriff auf die iranische Botschaft in Syrien am 1. April. Die Revolutionsgarden bekannten sich in iranischen Staatsmedien zu dem Angriff und erklärten, es würden spezifische Orte in Israel angegriffen. Jordanien rief daraufhin den Notstand aus und erklärte die Bereitschaft, auf Israel zufliegende Drohnen und Marschflugkörper abzufangen. Sowohl Israel als auch der Irak und der Libanon gaben die vorübergehende Sperrung ihrer Lufträume bekannt.
Nach übereinstimmenden Berichten der iranischen Nachrichtenagentur IRNA und der Reederei MSC beschlagnahmten bzw. kaperten Spezialeinheiten der Revolutionsgarden das Containerschiff MSC Aries in der Straße von Hormus und leiteten es laut IRNA in iranische Hoheitsgewässer um. Nach Angaben von Vessel Finder befand sich das unter portugiesischer Flagge fahrende Handelsschiff, das einem Unternehmen des israelischen Milliardärs Eyal Ofer gehört, auf der Fahrt aus den Vereinigten Arabischen Emiraten nach Indien.
Israel ließ verlauten, man baue nun statt der versprochenen Öffnung des Grenzübergangs Erez einen neuen Grenzübergang im Norden Gazas in der Nähe von Zikim, und die ersten Hilfslieferungen seien auf diesem Weg eingetroffen. Im Hafen Ashdod, dessen Öffnung für Hilfslieferungen Israel angekündigt hatte, waren noch keine Lieferungen für Gaza eingetroffen; der israelische Sender Channel 12 berichtete, im Hafen liefen aktuell auch keine Vorbereitungen für die Abfertigung von Hilfslieferungen.

### 16. April
Das UN-Hochkommissariat für Menschenrechte warf israelischen Sicherheitskräften die Beteiligung an Gewalttaten israelischer Siedler im Westjordanland vor und forderte Israel auf, diese umgehend zu unterbinden. Palästinenser seien „Angriffswellen Hunderter israelischer Siedler ausgesetzt gewesen, die häufig von israelischen Sicherheitskräften begleitet oder unterstützt wurden.“ Dem war die Tötung eines 14-jährigen israelischen Jungen vorausgegangen, der laut Angaben von Behörden einem Extremistenanschlag zum Opfer gefallen war. Bei den folgenden Vergeltungsmaßnahmen israelischer Siedler und Armeeeinsätzen wurden dann laut UN vier Palästinenser, darunter ein Kind, getötet und Hunderte Häuser und Fahrzeuge in Brand gesteckt. Palästinensische Behörden sprachen von sieben Toten und 75 Verletzten.
UN-Mitarbeiter warfen der israelischen Regierung außerdem vor, ihnen das Sammeln von Beweisen zur Untersuchung des Terrorangriffs vom 7. Oktober 2023 zu verwehren. Es gebe nicht nur einen Mangel an Kooperation, sondern eine aktive Verhinderung der UN-Bemühungen, über israelische Zeugen und Opfer Beweise für die Vorfälle in Südisrael zu erhalten, sagte Chris Sidoti, einer der Vertreter der vom UN-Menschenrechtsrat eingesetzten Untersuchungskommission.

### 18. April
Durch ein Veto der USA, eine der fünf UNO-Vetomächte im Sicherheitsrat der Vereinten Nationen, gelangt das am 2. April von Palästina reaktivierte Gesuch zur UNO-Vollmitgliedschaft nicht zur Abstimmung an die Generalversammlung der Vereinten Nationen, womit der Antrag scheiterte. Zwölf Mitgliedsländer stimmten dafür, die Schweiz und Großbritannien enthielten sich.

### 19. April
Israel führte am Morgen einen Luftangriff gegen Ziele in der Nähe von Isfahan im Iran durch; erste Reaktionen in Israel und im Iran waren verhalten. Analysten sahen dies als Zeichen für beidseitige Bemühungen um eine Beruhigung der Lage. Nach Angaben eines hochrangigen US-Beamten gegenüber ABC News hätten israelische Flugzeuge, die jenseits der iranischen Grenzen operierten, drei Raketen auf eine Luftverteidigungsradaranlage abgefeuert, die die Atomanlage Natanz schützt. Der Beamte erklärte weiter, dass die Bewertung auf eine erfolgreiche Zerstörung der angegriffenen Anlage hindeute. Ziel des Angriffs sei es gewesen, dem Iran die Fähigkeiten Israels zu verdeutlichen, ohne die Spannungen weiter zu verschärfen. Satellitenbilder zeigten Schäden an einem iranischen Boden-Luft-Raketensystem S-300PMU2 in Isfahan.
Die Syrische Beobachtungsstelle für Menschenrechte berichtete, dass israelische Angriffe Radarstellungen der syrischen Armee im Gouvernement as-Suwaida und im Gouvernement Dara im Süden Syriens getroffen hätten. Im Irak gab es Explosionen im Gouvernement Bagdad und im Gouvernement Babil. Kampfjets waren in Erbil und Mossul zu hören. Südlich von Bagdad wurde der Booster einer israelischen Sparrow-Rakete entdeckt, was darauf hindeutet, dass israelische Flugzeuge ihre Raketen im irakischen Luftraum auf den Iran abgeschossen haben. Israel griff auch mehrere Stützpunkte der schiitischen Miliz Al-Haschd asch-Schaʿbī im Irak an.
Die EU verhängte erstmals Sanktionen gegen vier israelische Männer aus der Siedlerbewegung, die radikale Jugendgruppe Hilltop Youth und die rechtsradikale jüdische Gruppe Lehava, die für gewaltsame Übergriffe gegen Palästinenser im Westjordanland verantwortlich sind. Die Männer dürfen nicht mehr in die EU einreisen und keine Geschäfte mehr mit EU-Bürgern tätigen. In der EU vorhandene Konten und andere Vermögenswerte werden eingefroren. Das US-Finanzministerium verhängte Sanktionen gegen Ben-Zion Gopstein, Gründer und Anführer der rechtsradikalen Lehava und enger Vertrauten von Itamar Ben-Gvir. Weitere US-Sanktionen betreffen zwei Organisationen, die schon sanktionierte israelische Siedler finanziell unterstützt haben. Vermögenswerte der Sanktionierten in den USA werden blockiert. US-Bürgern und Banken sind Geschäfte mit den sanktionierten Organisationen und Personen untersagt.

### 20. April
Laut einem Bericht des Wall Street Journal erwog die Hamas, ihr politisches Hauptquartier von Katar in ein anderes Land zu verlegen. Der Hauptsitz der Hamas war über zehn Jahre zuvor nach Katar verlegt worden, nachdem US-Präsident Barack Obama Katar 2011 persönlich gebeten hatte, die Hamas-Führung bei sich aufzunehmen, um eine leichtere Kommunikation zu ermöglichen. Katar hatte zuletzt angedeutet, man wolle seine 2012 auf Bitte der USA übernommene Vermittlerrolle zwischen Israel und der Hamas überdenken. Analysten sahen die Verhandlungen zur Freilassung der israelischen Geiseln durch diese Entwicklungen gefährdet.
Die israelische Armee und Grenzpolizisten haben im Flüchtlingslager Nur Schams in Tulkarem nach 50 Stunden einen Militäreinsatz beendet. Nach israelischen Angaben wurden mindestens zehn Bewaffnete getötet; acht israelische Soldaten und ein Mitglied der verdeckt operierenden Jamas-Sondereinheit der Grenzpolizei wurden verletzt. Acht gesuchte Verdächtige nahm man fest. Eine Sprengstoffwerkstatt soll zerstört und zahlreiche Waffen beschlagnahmt worden sein. Das palästinensische Gesundheitsministerium im Westjordanland vermeldete 14 Tote. Palästinensische Medien berichteten, der israelische Einsatz hinterließ zahlreiche zerstörte Wohnhäuser sowie schwer beschädigte Straßen und Wasser- und Stromleitungen. Der örtliche Kommandeur des Islamischen Dschihads, Mohammed Dschaber, soll nach palästinensischen Berichten getötet worden sein.
Die israelische Regierung äußerte Entrüstung über geplante Sanktionen des US-Außenministeriums gegen das Netzach-Jehuda-Bataillon der Kfir-Brigade. Die Pläne beruhten auf dem Leahy-Gesetz, das verhindern soll, dass US-Hilfe an ausländische Militäreinheiten geht, die sich Menschenrechtsverstöße haben zuschulden kommen lassen. Die US-amerikanische Regierung hatte die israelische Regierung vor Sanktionen gewarnt, sollte diese keine Reaktion auf die extreme Gewalt jüdischer Siedler gegen Palästinenser im Westjordanland folgen lassen. Das Netzah-Yehuda-Bataillon wurde 1999 exklusiv für streng religiöse Soldaten gegründet; nebst ultraorthodoxen Männern dienen darin viele nationalreligiöse Siedler sowie Extremisten der Hilltop Youth. Netanjahu sagte, Sanktionen gegen eine IDF-Einheit zu planen stelle den „Gipfel der Absurdität“ und einen „moralischen Tiefpunkt“ dar. Man wolle diesen Maßnahmen mit allen Mitteln entgegentreten.

### 22. April
Eine Studie einer unabhängigen UN-Kommission unter Leitung der ehemaligen französischen Außenministerin Catherine Colonna fand keine Belege für Israels Behauptung, wonach unter den 32.000 Mitarbeitern der UNRWA viele Unterstützer von Terrororganisationen seien. Die Kommission kam jedoch zu dem Ergebnis, dass es nach wie vor Probleme mit der Neutralität innerhalb des Hilfswerks gebe wie politische Äußerungen von Mitarbeitern, Schulbücher mit problematischen Inhalten und Drohungen der politischen Gewerkschaften gegen die Organisationsleitung. Im Bericht empfohlen wurde eine genauere Überprüfung der Mitarbeiter, ein besserer Schutz der UNRWA-Einrichtungen vor missbräuchlicher militärischer Nutzung sowie eine Revision des gesamten Lehrmaterials an den von der Organisation betriebenen Schulen.

### 23. April
Eine Sprecherin für Volker Türk, den UNO-Hochkommissar für Menschenrechte, sagte, dieser sei „entsetzt“ über Berichte zu Massengräbern mit Hunderten Leichen im Gazastreifen. Zusammen mit dem Ausmaß der zerstörten Krankenhäuser – Nasser in Chan Junis und al-Schifa in Gaza-Stadt – seien die Berichte ein Grund, Alarm zu schlagen. Einigen der Leichen seien die Hände gebunden gewesen, was auf schwere Verstöße gegen internationale Menschenrechtsnormen und das humanitäre Völkerrecht hinweise und weiter untersucht werden müsse. Das israelische Militär wies die Vorwürfe zurück und sagte, es sei nicht für Massengräber und Exekutionen verantwortlich. Soldaten hätten vielmehr Leichen exhumiert, um nach sterblichen Überresten israelischer Geiseln zu suchen, und sie danach an ihre Grabstätten zurückgebracht.

### 24. April
Neben Deutschland haben Australien, Kanada, Schweden und Japan ihre Zusammenarbeit mit dem Palästinenserhilfswerk UNRWA wieder aufgenommen oder dies angekündigt.
Die Hamas sei bereit zu einem langfristigen Waffenstillstand und stimme der Entwaffnung ihres militärischen Flügels zu, wenn Israel der Zwei-Staaten-Lösung zustimme mit einem souveränen palästinensischen Staat in den Grenzen von vor 1967, sagte der hohe Vertreter der Hamas und Verhandlungsführer Khalil al-Hayya in Istanbul. Die Hamas werde ausschließlich als politische Partei agieren. Der Präsident der Palästinensischen Nationalen Initiative, Mustafa Barghouti, erklärte, ihm sei nicht bekannt, dass die Hamas angeboten habe, die Waffen niederzulegen, dies wäre ein bedeutender Schritt.

### 26. April
Der Beginn der Bauarbeiten an der Gaza-Landungsbrücke südwestlich der Stadt Gaza wurde bekannt gegeben. Das US-Militär begann mehrere Kilometer vor der Küste des Gazastreifens mit dem Bau eines provisorischen schwimmenden Hafens, von dem kleinere Schiffe ab Anfang Mai die Hilfslieferungen zu einem schwimmenden Landungssteg zum Strand transportieren könnten. Die Kapazität solle anfänglich 90 und später 150 Lkw-Ladungen pro Tag betragen.

### 29. April
Das US-Außenministerium erklärte, fünf Einheiten des israelischen Militärs hätten vor Beginn des Gaza-Kriegs grobe Menschenrechtsverletzungen begangen, würden aber trotzdem weiterhin militärische Unterstützung von den USA erhalten. Israel habe bei vier der fünf Einheiten Korrekturmaßnahmen ergriffen und bezüglich der fünften Einheit „zusätzliche Informationen“ geliefert, so das Ministerium. Die USA waren Berichten zufolge kurz davor gestanden, die Kappung der Militärhilfe für die fünfte Einheit anzukündigen, entschieden dann aber nach Erhalt neuer Informationen aus Israel, die Entscheidung zu vertagen. Bei der betroffenen Einheit handelte es sich Presseberichten zufolge um das Netzah-Yehuda-Bataillon, eine 1999 gegründete Spezialeinheit nur für Männer, in der ultraorthodoxe Juden dienen.

### 30. April
Der Internationale Gerichtshof (IGH) lehnte mit 15:1 Stimmen den Eilentscheid Nicaraguas vom 8. April ab, Deutschland zur Einstellung seiner Rüstungslieferungen an Israel zu verpflichten.

## Mai 2024

### 2. Mai
Laut einer Untersuchung der Vereinten Nationen (UN) wurden so viele Gebäude und Einrichtungen im Gazastreifen durch Israels Militäroperation zerstört, dass sich die Menge an Trümmern (Stand April 2024) auf 37 Millionen Tonnen beläuft. Im Gazastreifen ist nach Schätzung der UN mehr zerstört worden, als in den zwei Kriegsjahren in der gesamten Ukraine. Unter dem Schutt befinden sich laut dem UN-Minenräumdienst Unmas außerdem viele Blindgänger. Auch Asbest sei ein Problem.

### 3. Mai
Israel setzte der Hamas ein Ultimatum von einer Woche, um einem 40-tägigen Waffenstillstand zuzustimmen. In dem israelischen Vorschlag einer Waffenruhe ist ein Geiselaustausch als Vorbedingung enthalten. Sollte die Hamas darauf nicht eingehen, will Israel sofort mit einer Militäroperation in Rafah beginnen, die eine Umsiedlung der Zivilbevölkerung nach al-Mawasi vorsieht. Der Ort wurde den Binnenflüchtlingen im Gazastreifen von den Israelischen Verteidigungsstreitkräften (IDF) Mitte Oktober 2023 als „sichere Zufluchtsstätte“ im laufenden Gazakrieg zugewiesen. Am 24. April hatte die Hamas eigene Bedingungen für einen Waffenstillstand formuliert.

### 5. Mai
Die israelische Regierung stimmte einstimmig für ein Verbot des Senders Al Jazeera. Das Medium gefährde die Sicherheitslage im Land und betreibe Propaganda. Dieser Schritt wurde international scharf kritisiert.

### 6. Mai
Am 6. Mai 2024 nahm die Hamas einen Vorschlag der ägyptischen und katarischen Vermittler für eine Feuerpause an. Der israelische Premierminister Benjamin Netanjahu lehnte den Vorschlag jedoch ab, weil dieser weit von der Erfüllung der Forderungen seines Landes entfernt sei. Dennoch werde man eine Arbeitsdelegation zu weiteren Gesprächen entsenden. Israel und die Hamas verhandeln in Kairo nicht direkt miteinander; die USA, Katar und Ägypten treten als Vermittler zwischen den Kriegsparteien auf. Ziel der indirekt geführten Verhandlungen ist es eine Feuerpause im laufenden Gazakrieg und die seit dem Terroranschlag der Hamas am 7. Oktober 2023 noch in palästinensischer Geiselhaft befindlichen Israelis im Austausch für in Israel inhaftierte Palästinenser zu erreichen.
Die Zivilbevölkerung Rafahs wurde von der israelischen Armee aufgerufen, die östlichen Stadtteile zu verlassen und sich in das von den Israelischen Verteidigungsstreitkräften (IDF) bereits Mitte Oktober 2023 als „sichere Zufluchtsstätte“ deklarierte Gebiet Al-Mawasi zu begeben.
Drei israelische Soldaten wurden nach Angabe der israelischen Armee getötet sowie elf weitere verletzt, als zehn Raketen aus dem Gazastreifen auf den Grenzübergang Kerem Shalom abgefeuert wurden; Israel schloss daraufhin den Grenzübergang. Die Hamas reklamierte die Attacke für sich.

### 7. Mai
Am 7. Mai 2024 rückten Panzer der israelischen Streitkräfte bis an die Stadtgrenze von Rafah heran und erreichten die Vororte von Rafah. Der Grenzübergang in Rafah zu Ägypten wurde von den israelischen Streitkräften übernommen. Palästinensische Medien, der US-Sender CNN und das Nachrichtenportal Axios berichteten, dass in der Nacht vom 6./7. Mai 2024 vom israelischen Militär der Grenzübergang Kerem Schalom und auch die palästinensische Seite des nur wenige Kilometer entfernten Grenzübergangs Rafah beschossen worden waren. Wie Israels Verteidigungsminister Joʾav Galant mitteilte, handele es sich dabei um eine mehrstufige Militäroperation der IDF, die jedoch gestoppt werden könne, wenn die Hamas zu einer „vernünftigen“ Verhandlungslösung für einen Austausch der Geiseln bereit sei. Nur wenige Stunden bevor die israelische Luftwaffe die östlichen Stadtteile von Rafah gezielt angriff, hatte die Hamas bekannt gegeben, dass sie bereit sei, einen von Katar und Ägypten ausgearbeiteten Vorschlag für eine Waffenruhe zuzustimmen. Die Annahme durch die Hamas erfolgte, nachdem Israel bereits die Evakuierung aller Zivilisten aus den östlichen Stadtteilen Rafahs angeordnet hatte und damit davon auszugehen war, dass eine israelische Invasion in Rafah unmittelbar bevorstand.

### 8. Mai
Wie angekündigt rückte das israelische Militär in der Nacht in den Osten der Stadt Rafah vor und übernahm die Kontrolle über den Grenzübergang zu Ägypten. Die Militäroperation sei ein „präziser Anti-Terror-Einsatz in sehr begrenztem Umfang“ gewesen, erklärte die IDF. Die US-Regierung hatte Israel wiederholt vor einer Offensive in Rafah ohne glaubwürdiges Konzept zum Schutz der Zivilisten gewarnt.
Die USA und Premierminister Netanjahu wiesen indes Berichte zurück, wonach die Hamas einem Vorschlag Israels für eine Feuerpause zwischen den Kriegsparteien zugestimmt habe. Die Hamas hatte – eigenen Angaben zufolge – am 6. Mai 2024 ihre Zustimmung zu einem ihr vorliegenden Vorschlag Israels erklärt. Am Vortag hatte Netanjahu jedoch der Hamas zu verstehen gegeben, dass ihr Angebot von Israels Anforderungen an die Vereinbarung einer Feuerpause weit entfernt sei. Wie das US-Außenministeriums klarstellte, hatte die Hamas zwar auf den Vorschlag Israels reagiert und in ihrer Antwort auch mehrere Gegenvorschläge gemacht, was aber nicht dasselbe sei, wie einen Vorschlag zu akzeptieren. Um Geiseln zurückzuholen, sei Israel jedoch bereit, so Verteidigungsminister Joʾav Galant, weiterhin auf Kompromisse für eine Feuerpause einzugehen; der Militäreinsatz aber werde fortgesetzt, „bis wir die Hamas im Gebiet von Rafah und im gesamten Gazastreifen eliminiert haben oder bis die erste Geisel zurückkehrt“.
Um angesichts der Rafah-Offensive den Druck auf Israel zu erhöhen, setzten die USA eine Waffenlieferung an Israel aus. US-Verteidigungsminister Lloyd Austin erklärte in einer Kongress-Anhörung: „Wir waren uns von Anfang an darüber im Klaren, dass Israel keinen Großangriff auf Rafah starten sollte, ohne die Zivilisten […] zu berücksichtigen und zu schützen“. Zu den gestoppten Lieferungen gehörten unter anderem Freifallbomben von Boeing, und es wurde eine Lieferung von 1.800 2.000-Pfund-Bomben (907 kg) und 1.700 500-Pfund-Bomben angehalten. Sie gehörten zwar zu einer genehmigten Lieferung, nicht aber zu dem vom US-Kongress im April 2024 verabschiedeten Hilfspaket für die Ukraine, Israel und Taiwan im Umfang von 95 Milliarden Dollar, in dem 26 Milliarden Dollar als Kriegshilfe für das israelische Militär, aber auch für die humanitäre Unterstützung der notleidenden Zivilbevölkerung im Gazastreifen vorgesehen sind. Über eine Million palästinensische Zivilisten hatten in Rafah Zuflucht gesucht; viele von ihnen wurden zuvor aus anderen Teilen des Gazastreifens vertrieben, nachdem Israel die Evakuierung von dort angeordnet hatte.
Innerhalb weniger Tage flohen nach Angaben der Vereinten Nationen 80.000 Palästinenser aus Rafah.

### 9. Mai
Die Hamas forderte die Einstellung von Hilfsgüterlieferungen aus der Luft. Die Abwürfe würden „eine wirkliche Gefahr für die Menschen darstellen“ und seien keine echte Lösung zur Milderung der Lebensmittelkrise. Es müsse mehr Hilfe über den Landweg geliefert werden. Am 7. Mai seien zwei Palästinenser gestorben, weil eine Hilfslieferung, deren Fallschirm sich nicht geöffnet hatte, auf ein Lagerhaus stürzte.

### 10. Mai
Drei israelische, in einem Auffanglager für festgenommene Palästinenser arbeitende Whistleblower berichteten von schweren Misshandlungen der Gefangenen durch das Militär, unter anderem hätten Wunden durch Handfesseln zu Amputationen geführt. Die IDF stritt die Vorwürfe ab. Die UN-Vollversammlung stimmte mit 143 Pro-Stimmen, 9 Kontra-Stimmen und 25 Enthaltungen dafür, Palästina eine deutlich erweiterte Teilnahme an den Sitzungen der Vollversammlung einzuräumen. Zudem forderte die Resolution eine „wohlwollende“ Prüfung einer Vollmitgliedschaft Palästinas durch den Weltsicherheitsrat.
Der Weltsicherheitsrat forderte Aufklärung zu Massengräbern im Gazastreifen. Ermittler müssten ungehinderten Zugang erhalten, ließ der Rat in einer Mitteilung verlauten.
Südafrika forderte beim Internationalen Gerichtshof weitere Maßnahmen gegen Israel sowie einen Rückzug der israelischen Streitkräfte aus Rafah. Humanitäre Hilfe sowie Ermittler und Medien müssten Zugang zum Gazastreifen erhalten. Israel habe außerdem frühere Anordnungen des Gerichtshofes ignoriert.
Die israelische Armee meldete Raketenbeschuss aus dem Süden des Gazastreifens; eine Frau in Beʾer Scheva sei verletzt worden. Die Hamas bekannte sich zu dem Angriff.
Die US-Regierung konstatierte in einem Bericht für den Kongress, Israel habe mit seinem Einsatz der von ihr bereitgestellten Waffen womöglich gegen das Völkerrecht verstoßen. Aufgrund der Kriegslage sei es US-Vertretern jedoch nicht möglich, dies für einzelne Luftangriffe mit Sicherheit festzustellen. Allerdings gebe es „genügend gemeldete Vorfälle, die Anlass zu ernsthaften Bedenken geben“.
Da die IDF einige Tage zuvor die Kontrolle über den Grenzübergang Rafah übernommen hatten, der für die Versorgung des Südens von Gaza entscheidende Bedeutung hatte, warnten die Vereinten Nationen (UNO/UN), dass die humanitäre Hilfe für den Gazastreifen in den nächsten Tagen zum Erliegen kommen könnte. Bedingt durch die Kampfhandlungen sowie den Mangel an Transportmitteln und Treibstoff würden nun auch fast keine Hilfsgüter mehr über den nur wenige Kilometer von Rafah entfernten Grenzübergang Kerem Shalom die Zivilbevölkerung im südlichen und zentralen Gazastreifen erreichen.

### 11. Mai
Das israelische Militär ordnete im Rahmen einer Ausweitung seines Angriffs die Evakuierung von Stadtteilen im Zentrum von Rafah an, in denen sich Hunderttausende Zivilisten befanden. Die Räumungsanordnung des israelischen Militärs betraf erstmals auch dicht besiedelte Teile der unmittelbar an der ägyptischen Grenze gelegenen palästinensischen Stadt. Viele der aus Rafah fliehenden Menschen machten sich auf den Weg zu der vom Militär angewiesenen „erweiterten humanitären Zone“ bei Al-Mawasi an der Küste, wo die Bedingungen nach Angaben von Helfern schon zuvor schlecht waren. Auch im Norden des Gazastreifens gab es neue Evakuierungsbefehle.
Nachdem die jüngste Verhandlungsrunde der indirekten Verhandlungen zwischen Israel und der Hamas in Kairo ergebnislos verlaufen war und das israelische Sicherheitskabinett am 9. Mai 2024 eine „Ausweitung des Einsatzgebiets“ in Rafah genehmigt hatte, steckten die Verhandlungen über eine Waffenruhe und die Freilassung der noch in Geiselhaft befindlichen Israelis in einer Sackgasse. Der Kommunikationsdirektor des Nationalen Sicherheitsrates der USA, John Kirby, sagte, man bemühe sich, beide Seiten zur Fortsetzung der Verhandlungen zu bewegen.
Bei erneuten Protesten in Israel forderten Demonstranten ein Ende der Netanjahu-Regierung.

### 12. Mai
Die israelische Armee begann eine Militäraktion in Dschabalija im Norden des Gazastreifens. Israelische Geheimdienste äußerten, sie hätten Erkenntnisse über Hamas-Mitglieder in Dschabalija und die „Wiederherstellung von Terrorinfrastruktur“ gewonnen. Auch in Beit Hanun, Beit Lahiya und östlich von Gaza Stadt kam es zu erneuten Kämpfen. Augenzeugen berichteten von fast ununterbrochenen Luftangriffen und intensivem Artilleriebeschuss. Der israelische Generalstabschef Herzi Halewi beklagte laut Medienberichten fehlende Pläne für den Aufbau einer Zivilverwaltung im Gazastreifen. Israels Armee müsse mangels einer politischen Strategie immer wieder an Orten kämpfen, die sie eigentlich schon eingenommen hatte, wie z. B. Dschabaliya.
Ägypten warnte Israel, die Offensive in Rafah gefährde den Friedensvertrag zwischen den beiden Ländern.
UN-Menschenrechtskommissar Volker Türk forderte einen sofortigen Waffenstillstand im Gazastreifen. In Rafah seien bereits über 278.000 Zivilisten vor den Angriffen der israelischen Armee geflohen. Die jüngsten israelischen Evakuierungsbefehle beträfen fast eine Million Menschen. Es gebe keinen sicheren Platz für sie in Gaza.
Israel öffnete nach Angaben eines Militärsprechers den Grenzübergang Erez zum nördlichen Gazastreifen für humanitäre Hilfstransporte, Dutzende Lastwagen mit Mehl aus dem Hafen von Aschdod hätten passieren dürfen.

### 13. Mai
Das UN-Menschenrechtsbüro änderte seine Angaben zum Anteil getöteter Frauen und Kinder in Gaza von 69 auf 52 Prozent der insgesamt Getöteten (letztere Zahl ausschließlich Seniorinnen). Dabei wurden nur die rund 24.600 identifizierten Getöteten den Angaben zugrunde gelegt. Quelle der neuen wie auch der alten UN-Zahlen waren die von der Terrororganisation Hamas kontrollierten Behörden, deren Daten nicht zwischen Zivilisten und Kämpfern unterscheiden. Auf Social Media warf der Sprecher des israelischen Ministeriums für auswärtige Angelegenheiten der Hamas vor, die Zahlen zu manipulieren; das Nachplappern von Propagandabotschaften der Hamas ohne jegliche Überprüfung habe sich immer wieder als methodisch fehlerhaft und unprofessionell erwiesen.
Die Vereinigten Staaten verurteilten einen Angriff rechtsextremer israelischer Siedler auf einen Konvoi mit Hilfsgütern für Gaza. Auch der deutsche Botschafter Steffen Seibert kritisierte die Aktion. Die Siedler vertraten die Ansicht, es sollten keine Hilfslieferungen nach Gaza gesandt werden, solange sich dort noch israelische Geiseln befänden, insbesondere nicht an einem Gedenktag für gefallene israelische Soldaten.
Der türkische Präsident Recep Tayyip Erdoğan teilte mit, aktuell würden über 1.000 Mitglieder der Hamas in türkischen Krankenhäusern behandelt. Erdoğan sagte, er sehe die Hamas als Widerstandsorganisation. Sie „als Terrororganisation zu bezeichnen, wäre grausam“. Die Vereinigten Staaten erklärten, im Gazastreifen finde ihrer Meinung nach kein Völkermord statt: „Wir glauben nicht, dass das, was in Gaza geschieht, ein Genozid ist“, sagte der Nationale Sicherheitsberater Jake Sullivan. Allerdings könne und müsse Israel mehr tun, um Zivilisten zu schützen.

### 14. Mai
Die UN-Organisation für palästinensische Flüchtlinge (UNRWA) gab an, in der vergangenen Woche seien etwa 450.000 Menschen aus Rafah geflohen – etwa ein Drittel der in der Stadt versammelten Flüchtlinge.
Israel meldete Raketenangriffe aus dem Gazastreifen in Aschkelon und Sderot; dabei wurden drei Menschen verletzt. Die Raketen in Sderot wurden abgefangen.
Der Internationale Gerichtshof teilte mit, er werde diese Woche über den Eilantrag Südafrikas entscheiden. Südafrika hatte aus humanitären Gründen einen Rückzug des israelischen Militärs aus Rafah gefordert.
Ägypten widersprach Israels Darstellung hinsichtlich der Schließung des Grenzübergangs Rafah. Äußerungen des israelischen Außenministers Israel Katz, denen zufolge Ägypten „überzeugt“ werden müsse, den Grenzübergang wieder zu öffnen, um Hilfslieferungen zu ermöglichen, weise man zurück, berichtete der ägyptische Fernsehsender Al Qahera News unter Berufung auf Regierungskreise. Die Schließung sei auf die israelische Offensive in Rafah zurückzuführen und liege nicht in der Verantwortung Ägyptens.
Die Hilfsorganisation Ärzte ohne Grenzen schloss angesichts der israelischen Offensive das indonesische Krankenhaus in Rafah. Die Zerstörung des Gesundheitssystems habe verheerende Konsequenzen für die im Gazastreifen eingeschlossene Bevölkerung.

### 15. Mai
Die EU forderte Israel auf, seinen Militäreinsatz in Rafah „unverzüglich“ zu beenden. Er behindere die Verteilung von Hilfslieferungen und führe zu Hungersnot, weiterer Binnenvertreibung und menschlichem Leid. „Während die EU Israels Recht, sich zu verteidigen, anerkennt, muss Israel das im Einklang mit dem humanitären Völkerrecht [tun] und Zivilisten Sicherheit bieten“, hieß es in der Mitteilung des Europäischen Auswärtigen Dienstes. Eine Fortsetzung des Einsatzes würde die Beziehungen zwischen der EU und Israel stark belasten, drohte der EAD.
Bei einer israelischen Militäroperation im Norden des Gazastreifens wurden fünf israelische Soldaten durch Eigenbeschuss getötet und drei weitere verletzt. Israelische Panzer sollten Medienberichten zufolge auf ein Gebäude geschossen haben, in welchem sich die Soldaten aufhielten, da sie diese für bewaffnete Palästinenser hielten.
Der israelische Verteidigungsminister Yoav Gallant forderte von Netanjahu Klarheit über die Pläne nach dem Krieg. Eine dauerhafte militärische Besetzung des Gazastreifens müsse ausgeschlossen werden. Netanjahus rechtsextreme Koalitionspartner, die eine Annexion und Besiedlung des Palästinensergebiets forderten, drohten indes, im Falle eines Rückzugs aus dem Gazastreifen Netanjahus Regierung zu Fall zu bringen.

### 16. Mai
Die nach 50 Tagen von der Hamas freigelassene Geisel Shoshan Haran berichtete auf einer Sitzung des UN-Sicherheitsrats von den Folgen ihrer Verschleppung und Haft auf sie, ihre Tochter und die zwei Enkelkinder, die ebenfalls entführt worden waren. Haran, Begründerin der Lebensmittelhilfe und Menschenrechtsorganisation Fair Planet, betonte, dass Terrorismus in Form von Massen-Geiselnahme nicht zur Normalität werden dürfe. Auch Angehörige von weiteren Geiseln und Todesopfern des Überfalls der Hamas vom 7. Oktober 2023 gaben ihre Erlebnisse auf dieser Sitzung zu Protokoll.
Die Außenminister von 13 Staaten (den G7-Ländern Deutschland, Frankreich, Großbritannien, Italien, Japan und Kanada sowie Australien, Dänemark, Finnland, Niederlande, Neuseeland, Südkorea und Schweden) warnten Israel brieflich vor einer umfassenden Militäroffensive in Rafah. Zudem verlangten sie von Israel die Öffnung aller Grenzübergänge für humanitäre Hilfslieferungen. Der Brief war laut einem Bericht der Süddeutschen Zeitung auf Anregung der deutschen Außenministerin Annalena Baerbock entstanden. Diese erklärte, dem Schutz der Zivilbevölkerung in Rafah müsse Priorität eingeräumt werden. Das sei momentan nicht zu erkennen. Die deutsche Staatsräson bedeute, für die Sicherheit des Staates Israel einzustehen. Sie bedeute aber auch, „alles dafür zu tun, dass sich Israel in diesem Krieg nicht selbst verliert“.

### 17. Mai
Die israelische Armee meldete, sie habe im Gazastreifen die Leichen der Deutsch-Israelin Shani Louk und zweier weiterer Festivalbesucher gefunden, die am 7. Oktober beim Terrorangriff der Hamas verschleppt worden waren. Einen Tag später wurde bekannt, dass eine vierte Leiche mitaufgefunden und identifiziert wurde.

### 18. Mai
Benny Gantz, Minister im israelischen Kriegskabinett, stellte Ministerpräsident Benjamin Netanjahu ein Ultimatum. Lege er bis zum 8. Juni nicht einen Plan für die Nachkriegsordnung im Gazastreifen vor, würden Gantz und weitere Mitglieder seiner Nationalen Union das Kriegskabinett verlassen.
UNRWA-Chef Philippe Lazzarini gab bekannt, die Rafah-Offensive habe bislang 800.000 Palästinenser zur Flucht veranlasst; er kritisierte das Fehlen einer ausreichenden Wasserversorgung oder angemessener sanitärer Einrichtungen für die Flüchtlinge.

### 19. Mai
Die von der islamistischen Hamas kontrollierte Gesundheitsbehörde teilte mit, es habe bei einem Luftangriff auf ein Wohnhaus in Nuseirat im Zentrum des Gazastreifens mindestens 24 Tote gegeben. Zudem gebe es mehrere Verletzte, darunter Kinder. Ein israelischer Armeesprecher sagte, der Bericht werde geprüft. Ein weiterer Angriff in Nuseirat forderte laut dem palästinensischen Roten Halbmond fünf Todesopfer. Auch im Norden des Gazastreifens gab es weitere Luftangriffe und Kämpfe. Dort wurden laut Angaben des unter Hamas-Kontrolle stehenden Zivilschutzes mehrere Wohnhäuser in Nähe des Kamal Adwan Krankenhauses getroffen; mindestens zehn Menschen seien dabei ums Leben gekommen.

### 20. Mai
Der Chefankläger am Internationalen Strafgerichtshof (IStGH) Karim Ahmad Khan hat gegen den israelischen Ministerpräsidenten Benjamin Netanjahu und den israelischen Verteidigungsminister Joaw Galant sowie gegen die Hamas-Führer Yahya Sinwar, Mohammed Deif und Ismail Haniyya Haftbefehle beantragt. Vorgeworfen werden ihnen Kriegsverbrechen und Verbrechen gegen die Menschlichkeit. Dabei geht es um den Terrorangriff der Hamas auf Israel am 7. Oktober 2023 und Verbrechen, die bis heute andauern, und um die Kriegsführung Israels in Reaktion darauf wie die Blockade des Gazastreifens. Über die Ausstellung der Haftbefehle muss ein Richtergremium des IStGH in Den Haag entscheiden. Israels Regierung und 106 der insgesamt 120 Knesset-Abgeordneten kritisierten die Anträge gegen Netanjahu und Galant scharf. Die Hamas wies die Anträge auf Haftbefehle gegen ihre Anführer zurück.

### 24. Mai
Im Rahmen des seit dem 29. Dezember 2023 laufenden Verfahrens am Internationalen Gerichtshof (IGH) erließen die Richter mit 13:2 Stimmen neuerlich eine völkerrechtlich bindende Anordnung: Israel müsse seine Rafah-Offensive angesichts der „katastrophalen humanitären Lage“ unverzüglich stoppen. Israel müsse zudem den Grenzübergang in Rafah für humanitäre Hilfslieferungen öffnen und UN-Ermittlern Zugang zum Gazastreifen gewähren. Des Weiteren wiederholten die Richter die Forderung, dass die israelischen Geiseln sofort und ohne Vorbedingungen freigelassen werden sollten. Die israelische Regierung erwiderte auf die Anordnung des IGH, die Offensive dennoch fortsetzen zu wollen.
Im Zuge eines koordinierten Einsatzes von Spezialeinheiten der israelischen Armee und des Inlandsgeheimdienstes Schin Bet wurden in der Flüchtlingssiedlung Dschabalija weitere Geiseln tot geborgen. Das Nationale Zentrum für Forensische Medizin habe die Getöteten bereits identifiziert. Es handle sich um drei Männer, die bereits am 7. Oktober 2023 im Zuge des Überfalls der Hamas und anderer Terrorgruppen auf den Süden Israels ermordet worden seien, darunter der Partner von Shani Louk. Ihre Leichen hätten die Terroristen in den Gazastreifen verschleppt. Angehörige von Geiseln hatten am Tag zuvor ein Video veröffentlicht, das die Entführung und Misshandlung mehrerer israelischer Späherinnen zeigt. Sie fordern von Ministerpräsident Benjamin Netanjahu einen Kurswechsel, um die noch lebenden Geiseln zu retten.

### 25. Mai
Israel setzt die Militäroffensive auf Rafah fort.

### 26. Mai
Verschiedene Medien berichteten, dass es einen Luftangriff der Israelischen Luftstreitkräfte auf ein Flüchtlingslager in Rafah gegeben habe. Nach Angaben des von der Hamas kontrollierten Gesundheitsministeriums wurden mindestens 45 Personen getötet, darunter dutzende Zivilisten und zwei Hamas-Kommandeure, nach israelischen Angaben der Stabschef der Hamas für das Westjordanland, Jassin Rabia, und der Hamas-Funktionär Chaled Nagar, die sich darin versteckt hätten. Durch den Luftangriff brach ein Feuer in dem Flüchtlingslager aus. Der Sprecher der israelischen Armee erklärte, der Angriff sei „mehr als einen Kilometer von der humanitären, sicheren Zone entfernt“ erfolgt. Was den Brand betreffe, gehe man derzeit von einer sekundären Explosion aus; die verwendete Munition allein hätte ihn nicht ausgelöst haben können.
Zum ersten Mal seit Januar 2024 wurde im Großraum Tel Aviv Raketenalarm ausgelöst. Nach Angaben des israelischen Militärs wurden acht Raketen aus Rafah auf Tel Aviv gefeuert. Der militärische Arm der Hamas, die Qassam-Brigaden, bekannte sich zu dem Angriff. Auch in Herzlia und Petach Tikwa waren Raketenalarme zu hören. Sanitäter meldeten zwei Leichtverletzte.

### 28. Mai
Israelische Panzer drangen erstmals ins Zentrum von Rafah vor. Der palästinensische Notfalldienst meldete, beim Beschuss einer Zeltstadt für Flüchtlinge bei Al-Mawasi seien 21 Menschen getötet und weitere 64 zum Teil schwer verletzt worden. Von der New York Times verifizierte Videos zeigten mehrere Tote und Verletzte in einem nahe an einer humanitären Zone gelegenen landwirtschaftlichen Gebiet, in dem Zivilisten Schutz gesucht hatten.
„Ein Lastwagen transportiert am 19. Mai 2024 humanitäre Hilfsgüter über den Trident Pier am Strand von Gaza. (Foto: US Army Central via Reuters)“

Link zum Bild

Die von den Vereinigten Staaten in Zusammenarbeit mit der IDF am Meeresstrand des Gazastreifens errichtete schwimmende Anlegestelle (Trident Pier) – diese wurde zusammen mit der Gaza-Landungsbrücke als Komponente einer provisorischen Hafenanlage im Rahmen eines Joint Logistics Over-the-Shore-Projekts der US-Armee im April/Mai 2024 in den Küstengewässern Gazas errichtet – brach knapp zwei Wochen nach Inbetriebnahme bei hohem Seegang auseinander. Dennoch besteht die US-Regierung darauf, dass über die provisorische Hafenanlage in den Küstengewässern Gazas ergänzend zu den landgebundenen Hilfsrouten auch weiterhin humanitäre Hilfslieferungen nach Gaza möglich seien. Der Sprecher des Nationalen Sicherheitsrates der USA, John Kirby, erklärte gegenüber Reportern: „Es war nie beabsichtigt, das zu ersetzen, was man vor Ort durch Lastwagen und die Öffnung der Grenzübergänge tun kann.“ Die Anlage muss nun aus ihrer Verankerung gelöst und nach Aschdod geschleppt werden. Wie eine Sprecherin des US-Militärs mitteilte, sollen dort Spezialisten der US-Army die notwendigen Reparaturarbeiten vornehmen; diese sollen mindestens eine Woche dauern.

### 29. Mai
Die israelischen Streitkräfte meldeten, dass sie die Kontrolle über den Philadelphi-Korridor, einen 14 Kilometer langen Grenzstreifen zwischen Ägypten und Gaza, erlangt hätten. Dieser habe als Versorgungsleitung für die Hamas gedient und sei zum Schmuggel von Waffen genutzt worden. Des Weiteren gaben sie an in der Nähe dazu ein Tunnelsystem vorgefunden zu haben in dem Waffen gelagert wurden, woraufhin sie dieses zerstört haben.

### 30. Mai
Die Bundeswehr beendete den Abwurf von Hilfsgütern über Gaza. Von Mitte März bis 30. Mai warf die Luftwaffe rund 315 Tonnen Lebensmittel, Wasser, Hygieneartikel und andere Hilfsgüter ab.

### 31. Mai
US-Präsident Joe Biden präsentierte einen neuen dreistufigen Plan für eine Waffenruhe im laufenden Gazakrieg:
- Phase 1 begänne mit einer sechswöchigen Feuerpause und dem Abzug der israelischen Streitkräfte aus allen bewohnten Gebieten des Gazastreifens. Die Hamas würde einige Geiseln freilassen, darunter Frauen, ältere Menschen und Verletzte, im Austausch für die Freilassung Hunderter palästinensischer Häftlinge in israelischen Gefängnissen. Auch die sterblichen Überreste einiger israelischer Geiseln würden an die Familien überführt. Palästinenser könnten an ihre Wohnorte in ganz Gaza zurückkehren. Hilfslieferungen würden auf 600 Lastwagen pro Tag angehoben werden. Währenddessen würden die Verhandlungen zwischen den Kriegsparteien fortgesetzt; bei Erfolg könnte Phase 2 beginnen.
- Phase 2 würde mit der Freilassung aller restlichen Geiseln der Hamas einschließlich männlicher Soldaten eingeleitet werden. Die israelischen Verteidigungsstreitkräfte würden sich dann ganz aus Gaza zurückziehen. Einer vorübergehenden Waffenruhe könnte dann „eine dauerhafte Einstellung der Feindseligkeiten“ folgen.
- Phase 3 wäre die Rückführung etwaiger sterblicher Überreste israelischer Geiseln und der Wiederaufbau der Wohnhäuser, Schulen und Krankenhäuser im Gazastreifen mit der Unterstützung der USA und der internationalen Gemeinschaft.

Der Führung der Hamas wurden diese Rahmenbedingungen für das Zustandekommen eines Waffenstillstands der Hamas am 2. Juli 2024 übermittelt.
Huthi-Rebellen beschossen den Flugzeugträger Dwight D. Eisenhower mit Raketen, laut ihrem Militärsprecher eine Reaktion auf amerikanische und britische Luftangriffe vom Vortag, bei denen nach US-Angaben 13 Huthi-Militäreinrichtungen wie Raketenabschussrampen, Kommandozentralen und unterirdische Ziele bombardiert wurden. Auch acht Huthi-Drohnen sollen abgeschossen worden sein. Laut Huthi-Angaben traf man auch ein Radiogebäude in al-Hudaida, wobei Zivilisten gestorben seien. In der Woche vor dem Gegenschlag hatten Huthis zwölf Schiffe mit Drohnen und Raketen angegriffen, wobei ein Schiff getroffen worden war, das seine Fahrt fortsetzen konnte. US-Militär schoss zwei Huthi-Drohnen ab, die US-Zerstörer angriffen. Die Huthis schossen eine US-Drohne im Gouvernement Maʾrib ab.